# Tabulatura
Tabulatura v hudbě označuje zvláštní notové písmo, které se v některých případech používá jako náhrada standardní notace. Používá se obvykle pro zápis hudby u některých hudebních nástrojů.
V západní hudbě vzniklo v době renesance a baroka množství různých forem tabulatur. Především pro loutny nebo varhany.
V dnešní době se tabulatury často používají pro zápis hudby hrané na hudebních nástrojích, které mají hmatníky s pražci, nebo dechové nástroje s otvory. Hudba je pak zaznamenána tak, že se na tabulatuře vyznačuje stisk na hmatníku nebo zakrytí otvoru.
Čtení tabulatury je velmi jednoduché a srozumitelné. Na rozdíl od čtení not čtenář nepotřebuje žádné speciální znalosti. Na tabulatuře je vyznačen pouze začátek tónu a jeho výška. V zápisu chybí údaj o délce tónu a rytmu.

## Kytarová tabulatura
Na moderní kytarové tabulatuře je vyznačeno šest horizontálních čar. Každá čára představuje strunu na hmatníku. Jednotlivé čáry představují struny, na které se drnká, a čísla, uvedená na čarách, označují číslo pražce, před kterým je třeba strunu přitisknout k hmatníku. Číslo 0 znamená úder na prázdnou strunu, Písmeno x znamená tlumení hranou dlaně ruky, kterou hrajete na struny. Délky tónů jsou jen velmi přibližně naznačeny vzdáleností jednotlivých čísel od sebe. Na internetu je obrovské množství písniček zpracovaných a zapsaných touto technikou. Pro klasickou kytaru se někdy používá kombinace standardního notového zápisu a tabulatury, která přesněji vyjadřuje délky tónů a rytmus. Prstoklad levé a pravé ruky bývá obvykle doplňován do standardního notového zápisu.

### Příklad jednoduché znakové kytarové tabulatury
```
E|-0---3---5---8---10---12---15---17---20----------------|
   E   G   A   C    D    E   G    A    C
B|-1---3---5---8---10---13---15---17---20----------------|
   C   D   E   G    A    C    D    E    G
G|-0---2---5---7---9---12---14---17---19-----------------|
   G   A   C   D   E    G    A    C    D
D|-0---2---5---7---10---12---14---17---19----------------|
   D   E   G   A    C   D   E    G    A
A|-0---3---5---7---10---12---15---17---19----------------|
   A   C   D   E    G    A    C    D    E
E|-3---5---8---10---12---15---17---20--------------------|
   G   A   C    D    E    G    A    C

```

Uvedená tabulatura je začátek písničky Enter Sandman od skupiny Metallica.

### Ostatní symboly používané v kytarové tabulatuře
| Symbol | technika                                                              |
| ------ | --------------------------------------------------------------------- |
| h      | hammer on                                                             |
| p      | pull off                                                              |
| b      | bend string up                                                        |
| r      | release bend                                                          |
| /      | slide up                                                              |
| \      | slide down                                                            |
| v / ~  | vibrato                                                               |
| t      | right hand tap                                                        |
| s      | legato slide                                                          |
| S      | shift slide                                                           |
| *      | natural harmonic                                                      |
| [n]    | artificial harmonic                                                   |
| n(n)   | tapped harmonic                                                       |
| tr     | trill                                                                 |
| T      | tap                                                                   |
| TP     | přebírání tremolem                                                    |
| PM     | ztlumení dlani (také psaný jako _)                                    |
| \ n /  | tremolo rukou dip, n = částka, dipem                                  |
| \ n    | tremolem ruku dolů                                                    |
| n /    | tremolem ruku nahoru                                                  |
| / n \  | rukou tremolo obráceně dipem                                          |
| =      | držení ohybu, také působí jako spojující přístroj pro hammer / stáhne |
| <>     | zvětšit hlasitost (hlasitěji / měkčí)                                 |
| x      | o rytmu lomítkem představuje tlumené lomítko                          |
| o      | o rytmu lomítkem představuje jediné poznámky lomítko                  |
| · /.   | pick slide                                                            |

## Tabulatura ve středověku

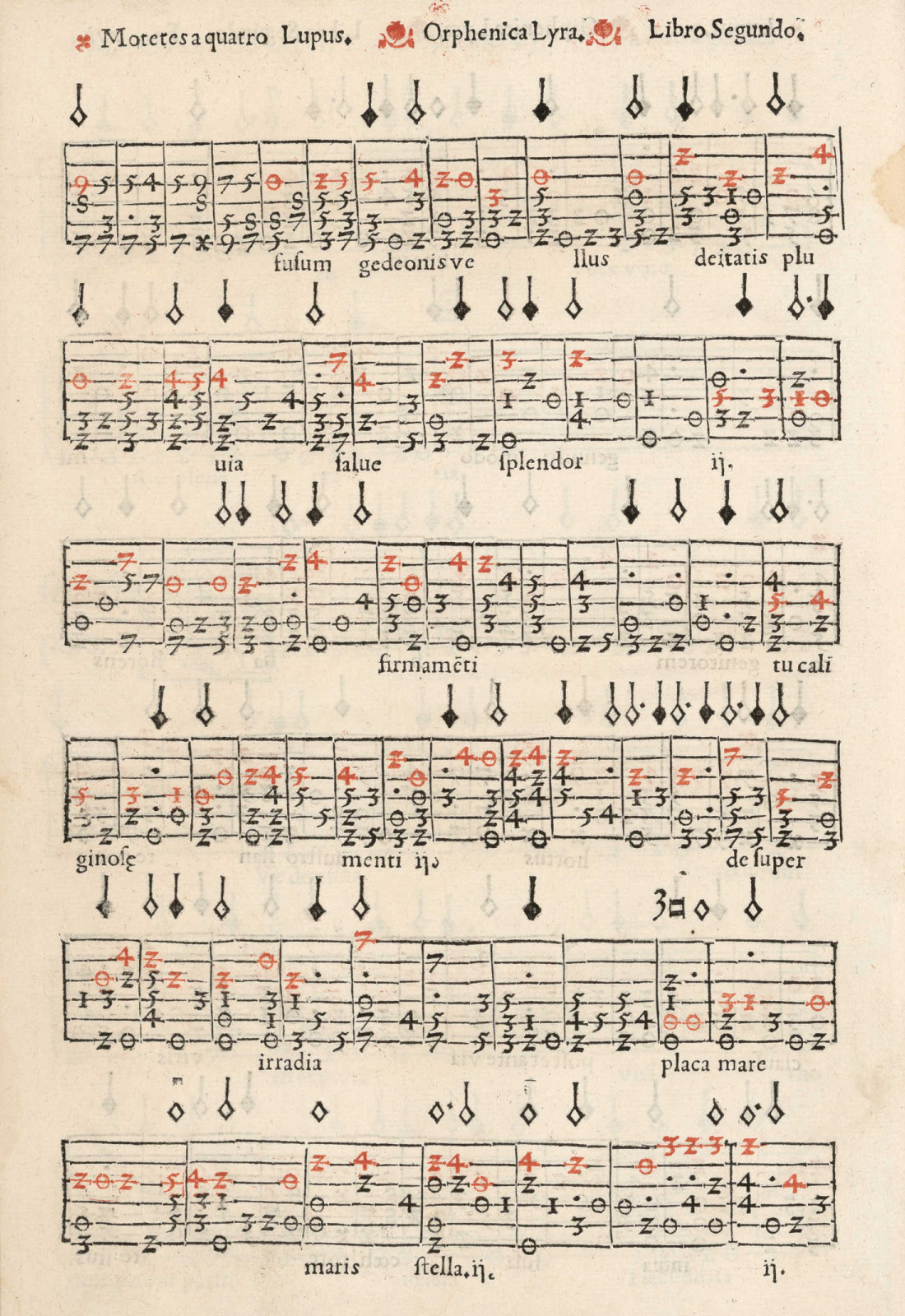
Příklad tabulatury z knihy "Orphenica Lyra" od Miguela de Fuenllana (1554). Červená čísla označují vokální part.

Tabulatura je speciální notové písmo středověkých hudebníků, které mělo sloužit konkrétní praxi a proto se jednotlivé tabulatury často od sebe liší. Hudebníci označovali tóny kromě not i číslicemi, písmeny nebo různými nehudebními značkami. Šlo jim o přehlednost a pouze o základní záznam, který si již každý hudebník vyzdoboval po svém. Nejčastěji se vyskytujícími byly varhanní a loutnové tabulatury, podle kterých byly vytvořeny i tabulatury violové, houslové, aj.